# Тогутил
Тогутил — народ, проживающий на территории острова Хальмахера, находящегося на востоке Индонезии. Тогутильцы — народ, принадлежащий к севеверохальмахерским народам. По данным на конец 1990-х годов численность данного народа составляла 1 тыс. человек.

## Изучение народа
Очень немногие учёные занимаются изучением данного народа. Одним из них является индонезийский учёный Martodirdjo, который описывает в своих научных работах социальную организацию быта тогутильцев, а в частности процесс их охоты и собирательства. Так же одним из исследователей является Nijland, занимающийся изучением этнографии данного народа (Barnes 1996: 201).

## Язык
Язык тобело - на острове Хальмахера с диалектами телук, лили, кусури.

## Религия
Тогутильцы очень верят в шаманство и дух предков. Считают, что леса, реки и озёра принадлежат духам и находятся под их контролем. Нередко призывают духов, чтобы исцелять больных и помочь им выздороветь. Один из шаманов племени Тогутил рассказывал следующее о верованиях:
«Как посредник между миром мёртвых и миром живых, я в контакт с духами, и я стараюсь, чтобы всё способствовало гармонии во вселенной. Я знаю, что духовные силы лекарственных растений, а также их физические свойства помогаю в исцелении. Я призываю духов, чтобы исцелять больных и помочь им выздороветь».

## Образ жизни

### Быт
Тогульцы живут без денег, электричества, водопровода, здравоохранения. В клане — от четырёх до пятнадцати человек. У народа чётко определены роли: роль женщин — рожать и воспитывать детей, также женщины собирают растения и саго, готовят пищу. Роль мужчин: добыча пищи. Охотятся на оленей и диких животных при помощи копий и рыбачат, также мужчины собирают кору деревьев из которой делают набедренные повязки. Пытаются приобщиться к тропическому ручному земледелию.
Основные занятия населения острова Тидоре — пашенное земледелие (кукуруза, корнеплоды, гвоздичные и мускатные деревья, рис, овощи) и рыболовство. Являются хорошими мореплавателями и в качестве кузнецов, купцов и скупщиков посещают острова Восточной Индонезии. Основной образ жизни — бродячий. С 1920-х годов тогутильцы плавно переходят к оседлости.

### Поселения
Поселения разбросаны в низовьях рек, рядом с лесами и по берегам озёр. Строят свои дома в основном из листьев и веток, чтобы было легче переходить с одного места обитания на другое, так как являются кочевым народом.

### Одежда
Мужчины и женщины носят набедренные повязки, иногда можно встретить женщин в завязанном на талии куске ткани. Дети ходят нагишом.